# Karin Flaake
Karin Flaake (* 1944 in Schwerin) ist eine deutsche Soziologin und Professorin i. R. der Carl von Ossietzky Universität Oldenburg.

## Leben und Werk
Karin Flaake studierte Soziologie und Sozialpsychologie in Frankfurt am Main. Anschließend war sie von 1972 bis 1975 als Wissenschaftliche Mitarbeiterin am Soziologischen Seminar der Universität Göttingen tätig, wo sie an einem Forschungsprojekt über politische Lernprozesse an allgemeinbildenden Schulen arbeitete. Von 1975 bis 1989 arbeitete sie als Wissenschaftliche Mitarbeiterin am Institut für Sozialforschung in Frankfurt am Main. Sie beteiligte sich an zahlreichen Forschungsprojekten mit bildungs- und berufssoziologischen Fragestellungen. Anschließend habilitierte sie sich mit einer Arbeit zum Thema: Geschlechtsspezifische Muster von Identität und berufliche Orientierungen von Lehrerinnen und Lehrern. Von 1982 bis 1986 machte sie eine Ausbildung am Institut für Gruppenanalyse Heidelberg. Sie arbeitete zudem mit im Frankfurter Arbeitskreis für psychoanalytische Pädagogik (FAPP). Von 1991 bis 1994 war sie als Hochschullehrerin am Psychologischen Institut der Freien Universität Berlin im Arbeitsbereich Feministische Wissenschaft tätig. Von 1994 bis 2007 war sie Professorin für Soziologie mit dem Schwerpunkt Frauen- und Geschlechterforschung an der Carl von Ossietzky Universität Oldenburg. Sie war dort Mitbegründerin des Studiengangs Frauen- und Geschlechterstudien/Gender Studies und des Zentrums für interdisziplinäre Frauen- und Geschlechterforschung.
Ihre Arbeitsschwerpunkte in Forschung und Lehre bezogen und beziehen sich auf die folgenden Themenbereiche: soziologische und psychoanalytisch-sozialpsychologische Genderforschung, insbesondere: Analysen zu Sozialisation und Geschlecht, zur Sozialpsychologie des Geschlechterverhältnisses, zum Geschlechterverhältnis im Bildungs- und Erziehungsbereich, zu veränderten Geschlechterbeziehungen in Familien. Empirische Untersuchungen mit psychoanalytisch-hermeneutischen Methoden der Textinterpretation. Ihre Veröffentlichungen zur Adoleszenz junger Frauen und Männer (zum Teil gemeinsam mit Vera King) gehören zur Grundlagenliteratur einer sozialpsychologisch orientierten Geschlechterforschung. Ein weiterer Schwerpunkt ihrer Arbeit bezieht sich auf die Chancen veränderter Geschlechterbeziehungen in Familien.

## Mitgliedschaften
- Mitglied im wissenschaftlichen Beirat des Frankfurter Zentrums für Essstörungen[1]
- Mitglied im wissenschaftlichen Beirat der Zeitschrift gruppenanalyse des Heidelberger Instituts für Gruppenanalyse

## Schriften (Auswahl)

### Bücher
- Die Jugendlichen und ihr Verhältnis zum Körper, Stuttgart 2019 (Kohlhammer)
- Neue Mütter – neue Väter. Eine empirische Studie zu veränderten Geschlechterbeziehungen in Familien, Gießen 2014 (Psychosozial-Verlag)
- Gemeinsam mit Heike Fleßner, Angelika I. Müller, Juliane Pegel (Hrsg.):Familiengerechte Hochschule. Daten – Herausforderungen – Perspektiven.Oldenburg 2008 (BIS-Verlag)
- Gemeinsam mit Kristina Hackmann, Irene Pieper-Seier, Stephanie Radtke: Professorinnen in der Mathematik – Berufliche Werdegänge und Verortungen in der Disziplin. Bielefeld 2006 (Kleine Verlag)
- Gemeinsam mit Almut Kirschbaum, Dorothee Noeres und Heike Fleßner:Promotionsförderung und Geschlecht. Zur Bedeutung geschlechtsspezifisch wirkender Auswahlprozesse bei der Förderung von Promotionen an niedersächsischen Hochschulen. Oldenburg 2005 (BIS Verlag)
- Gemeinsam mit Vera King als Herausgeberin: Männliche Adoleszenz. Sozialisation und Bildungsprozesse zwischen Kindheit und Erwachsensein. Frankfurt a. M./New York 2005 (Campus)
- Körper, Sexualität und Geschlecht. Studien zur Adoleszenz junger Frauen, Gießen 2001 (Psychosozial-Verlag)
- Als Herausgeberin gemeinsam mit Vera King: Weibliche Adoleszenz. Zur Sozialisation junger Frauen, Frankfurt a. M./New York 1992 (Campus) (Auflage als Taschenbuch Weinheim 2003, Beltz)
- Berufliche Orientierungen von Lehrerinnen und Lehrern. Eine empirische Untersuchung, Frankfurt a. M./New York 1989 (Campus)
- Kinderhorte, sozialpädagogische Einrichtungen oder Bewahranstalten? Frankfurt a. M./New York 1980 (Campus)

### Beiträge in Zeitschriften und Sammelbänden
- Transgender Jugendliche – das Leiden am Körper, die Bedeutung einer empathischen Begleitung und die produktiven Potenziale gruppenanalytisch orientierter Angebote, gruppenanalyse, 2/2023, S. 61–78
- Transgender – Jugendliche – das Leiden am Körper und die Bedeutung einer empathischen  Begleitung, Deutsche Jugend, Heft 11, 2022 und Heft 1, 2023
- Paardynamiken, in: Haller, Lisa Y./Schlender, Alicia (Hrsg.): Handbuch Feministische Perspektiven auf Elternschaft, Opladen, Berlin, Toronto 2022 (Barbara Budrich), S. 389–400.
- Körper. Entwicklungspsychologische Perspektiven. Beziehungsdynamiken und soziale Einbindungen, in: Günther, Marga / Heilmann, Joachim / Kerschgens, Anke (Hrsg.): Psychoanalytische Pädagogik und Soziale Arbeit. Verstehensorientierte Beziehungsarbeit als Voraussetzung für professionelles Handeln, Gießen 2022 (psychosozial), S. 293–310.
- Sexualität. Entwicklungspsychologische Perspektiven, in: Günther, Marga / Heilmann, Joachim / Kerschgens, Anke (Hrsg.): Psychoanalytische Pädagogik und Soziale Arbeit. Verstehensorientierte Beziehungsarbeit als Voraussetzung für professionelles Handeln, Gießen 2022 (psychosozial), S. 277–292.
- Paardynamiken. Geschlechterbeziehungen zwischen Traditionalisierung und Neugestaltung, In: Haller, Lisa Y./Schlender, Alicia (Hrsg.): Handbuch Feministische Perspektiven auf Elternschaft, Opladen, Berlin, Toronto 2022 (Barbara Budrich), S. 389–400.
- Geteilte Elternschaft. Geschlechterbeziehungen zwischen Traditionalisierung und Neugestaltung, In: Krüger-Kirn, Helga/Tichy, Leila Zoe (Hrsg.): Elternschaft und Gender Trouble. Geschlechterkritische Perspektiven auf den Wandel der Familie, Opladen, Berlin, Toronto 2021 (Barbara Budrich), S. 145–160.
- “Du pinkelst ja im Sitzen!” – Gesellschaftliche Zuschreibungen an den Körper und Körpererleben in der Adoleszenz junger Männer, In: Katharina Busch u. a. (Hrsg.): Figurationen spätmoderner Lebensführung, Wiesbaden 2020 (Springer VS), S. 45–64.
- Körpergestaltungen, Körperpräsentationen und Körperinszenierungen junger Frauen und Männer – Suche nach eigenen Ausdrucksmöglichkeiten in der Adoleszenz In: deutsche jugend 12, 2020, S. 513–522.
- Dynamiken in Familien mit einer in der Paarbeziehung geteilten Elternschaft – Traditionalisierungstendenzen und Potenziale für eine Neugestaltung von Geschlechterbildern und Geschlechterbeziehungen. Ergebnisse einer qualitativ empirischen Untersuchung, In: psychosozial 1/2018
- Junge Frauen, Adoleszenz und homoerotisches Begehren. Begrenzungen trotz erweiterter Handlungsmöglichkeiten, In: Annelinde Eggert-Schmid Noerr u. a. (Hrsg.): Unheimlich und verlockend. Zum pädagogischen Umgang mit Sexualität von Kindern und Jugendlichen. Gießen 2017 (Psychosozial – Verlag), S. 137–149
- Egalitäre Geschlechterverhältnisse in Familien und mütterliche Erwerbstätigkeit – Potenziale einer in der Paarbeziehung geteilten Elternschaft. Erfahrungen von Müttern, Vätern, Töchtern und Söhnen, In: Annette von Alemann/Sandra Beaufays/Beate Kortendiek (Hrsg.): Alte und neue Ungleichheiten. Auflösungen und Neukonfigurationen von Erwerbs- und Familiensphäre, Gender Sonderheft 4, 2016, S. 108–123
- Neue Konstellationen für Männlichkeitsentwürfe – Potentiale einer in der Paarbeziehung geteilten Elternschaft für Entwicklungsmöglichkeiten von Jungen und jungen Männern, In: Bettina Dausien/Christine Thon/Katharina Walgenbach (Hrsg.): Geschlecht – Sozialisation – Transformationen. Jahrbuch Frauen- und Geschlechterforschung in der Erziehungswissenschaft, Band 11,  Opladen/Berlin/Toronto 2015 (Barbara Budrich), S. 147–162
- Bedeutung traditioneller Mutterbilder in Familien mit einer in der Paarbeziehung geteilten Elternschaft. Beharrungstendenzen und Veränderungsprozesse, In: Helga Krüger-Kirn/Marita Metz-Becker/Ingrid Rieken (Hrsg.): Mutterbilder. Kulturhistorische, sozialpolitische und psychoanalytische Perspektiven. Gießen 2016 (Psychosozial Verlag), S. 165–180
- Neue Konstellationen für Identitäten für Frauen – Potentiale einer in der Paarbeziehung geteilten Elternschaft, In: Analytische Kinder- und Jugendlichenpsychotherapie, Heft 165, XLVI. Jg., 1/2015, S. 7–28
- Pubertät, Biologie und Kultur: Erfahrungen körperlicher Veränderungen. In: Katharina Liebsch (Hrsg.): Jugendsoziologie. Über Adoleszente, Teenager und neue Generationen, München 2012 (Oldenbourg Verlag), S. 135–152
- Gender, Care und veränderte Arbeitsteilungen in Familien – geteilte Elternschaft und Wandlungen in familialen Geschlechterverhältnissen, In: Gender 3/2011, S. 73–88
- Männliche Adoleszenz und Sucht. In: Jutta Jacob/Heino Stöver (Hrsg.): Männer im Rausch. Konstruktionen und Krisen von Männlichkeiten im Kontext von Rausch und Sucht, Bielefeld 2009 (transkript), S. 23–32
- Frauen- und Geschlechterforschung als Prozess der Selbstveränderung – Berufliche Entwicklungen im Schnittpunkt von Soziologie, Psychoanalyse und Frauen- und Geschlechterforschung. In: Vogel, Ulrike (Hrsg.): Wege in die Soziologie und die Frauen- und Geschlechterforschung. Autobiographische Notizen der ersten Generation von Professorinnen an der Universität. Wiesbaden 2006 (VS Verlag für Sozialwissenschaften), S. 166–177
- Feminismus/Gender Studies. In: Lohmann, Hans-Martin, Pfeiffer, Joachim (Hrsg.): Freud. Handbuch. Leben – Werk – Wirkung. Stuttgart/Weimar 2006 (J.B.Metzler), S. 383–395
- Junge Männer, Adoleszenz und Familienbeziehungen. In: King, Vera/Flaake, Karin (Hrsg.): Männliche Adoleszenz. Sozialisations- und Bildungsprozesse zwischen Kindheit und Erwachsensein. Frankfurt a. M./New York 2005 (Campus), S. 99–120
- Gemeinsam mit Heike Fleßner: Jugend, Geschlecht und pädagogische Prozesse. In: Hafeneger, Benno (Hrsg.): Subjektdiagnosen. Subjekt, Modernisierung und Bildung. Schwalbach/Ts. 2005, S. 135–157
- Girls, Adolescence and the Impact of Bodily Changes. Family Dynamics and Social Definitions of the Female Body. In: European Journal of Women&#39;s Studies 2005, Vol. 12(2), S. 201–212
- Körperlichkeit und Sexualität in der Adoleszenz junger Frauen: Dynamiken in der Vater-Tochter-Beziehung, In: Psyche 5, 2003
- Geschlecht, Macht und Gewalt. Verletzungsoffenheit als lebensgeschichtlich prägende Erfahrung von Mädchen und jungen Frauen. In: Dackweiler, Regina-Maria/Schäfer, Reinhild (Hrsg.): Gewaltverhältnisse. Feministische Perspektiven auf Geschlecht und Gewalt. Frankfurt a. M./New York 2002(Campus), S. 161–170

### Lexikon-Beiträge
- Sexualität, In: Gudrun Ehlert u. a. (Hrsg.): Wörterbuch Soziale Arbeit und Geschlecht, Weinheim und München 2011 (Beltz), S. 368
- Psychoanalytische Ansätze, In: Enzyklopädie Erziehungswissenschaft Online (EEO), Geschlechterforschung, Gendertheoretische Grundlagen 2009, (Juventa)
- Handbuchartikel „Menstruation“, „Ödipales Szenario“, „Mütter (und Töchter)“, „Adoleszenz“, „Mädchenforschung“, „Psychoanalyse“. In: Kroll, Renate u. a. (Hrsg.): Metzler-Lexikon Gender Studies -  Geschlechterforschung. Stuttgart/Weimar 2002 (J.B. Metzler)